# بيتشكرافت كوين إير
بيتشكرافت كوين إير (بالإنجليزية: Beechcraft Queen Air)‏ هي طائرة خفيفة بمحركين أنتجت في 1960 بالولايات المتحدة. من صناعة بيتشكرافت. كان أول طيران لها في 28 أغسطس 1958. ومازالت في الخدمة حتى الآن. صنع منها 930 طائرة، وسعر الطائرة الواحدة منها هو 135,000 (Model 80 in 1962), دولار.